# Адзано Мела
Адза̀но Мѐла (на италиански: Azzano Mella, на източноломбардски: Sa, Са) е малко градче и община в Северна Италия, провинция Бреша, регион Ломбардия. Разположено е на 95 m надморска височина. Населението на общината е 3099 души (към 2013 г.).